# Pancreatitis crònica
La pancreatitis crònica és una inflamació de llarga durada del pàncrees que altera la seva estructura i les funcions normals. Pot manifestar-se com episodis d'inflamació aguda en un pàncrees prèviament lesionat, o com el dany crònic amb dolor persistent o malabsorció.